# یعقوب القاسمی
یعقوب القاسمی (عربی: يعقوب بن عبدالكريم القاسمي؛ زادهٔ ۱۶ فوریهٔ ۱۹۹۰) یک ورزشکار اهل عمان است.
وی در تیم ملی فوتبال عمان بازی کرده‌است.